# Herrensitz-Route
Die Herrensitz-Route ist eine Radfahrtstrecke am unteren Niederrhein mit Grenzüberschreitungen in die Niederlande.
Die ca. 500 km umfassende Rundfahrt führt zu 50 Schlössern und Burgen. Die Route ist mit einem Logo ausgeschildert. Sie ist in 15 einzelne Teilstrecken gegliedert, die zu den sehenswerten Baudenkmälern sowie durch malerische Flussauen und Landschaften führen. Der Radfernweg kann an beliebiger Stelle begonnen oder beendet oder mit der Niederrhein-Route verbunden werden.

## Verlauf
Im Süden beginnt die Streckenführung auf der deutschen Seite in Wachtendonk, führt im östlichen Bogen weiter über Kerken, Issum, Alpen, Sonsbeck, Kervendonk, Kervenheim, Uedem bis nach Goch im Norden. 
In westlichem Bogen geht die Streckenführung über Venlo, entlang der Maas nach Arcen, Bergen, Heijen, Gennep, sodann maasüberschreitend nach Cuijk, Grave, Reer, Mill, Overloon und über Boxmeer zurück nach Gennep. 